# O zarządzaniu państwem
O zarządzaniu państwem – składające się z czterech części dzieło Konstantyna VII o charakterze dydaktycznym i informacyjnym, dotyczące polityki zewnętrznej, dyplomacji i spraw wewnętrznych Cesarstwa Bizantyńskiego, stanowiące źródło do historii Bizancjum X wieku.
Dzieło dedykowane było synowi Konstantyna Romanowi na jego czternaste urodziny. Tworzone było w różnym czasie, na co wskazują wewnętrzne sprzeczności w datowaniu wydarzeń. Ukończone zostało w latach 951/952. Prawdopodobnie materiały przygotowywane były do stworzenia dwóch różnych dzieł, dotyczących obcych ludów i temów. Zachowane zostało w manuskrypcie z XI wieku, a jego tytuł nadany został przez Meursiusa, który wydał je w XVII wieku.

## Struktura dzieła
Na czteroczęściowe dzieło składają się 53 rozdziały, przy czym największa jest część trzecia. Poszczególne rozdziały pochodziły z różnych źródeł. Konstantyn opracował dzieło na podstawie przekazów ustnych, sprawozdań poselskich, itinerariów geograficznych oraz dzieł Teofana Wyznawcy, Jerzego Monachosa, Stefanosa z Bizancjum i Maurycjusza.
- Część I składa się z 12 rozdziałów opisujących stosunki pomiędzy Bułgarami, Chazarami, Pieczyngami, Rusami, Uzami i Węgrami, a także ich relacje z Cesarstwem Bizantyńskim.
- Część II stanowi jeden rozdział dotyczący dyplomacji z tymi ludami, a także ich żądzy dóbr posiadanych przez cesarstwo (władzy, zawierania małżeństw z księżniczkami bizantyńskimi i dostępu do technologii – ognia greckiego).
- W części III, liczącej 35 rozdziałów, opisywana jest historia, etnografia i geografia obcych ludów. Składa się ona z trzech partii. Dwie pierwsze z tych partii poświęcone są opisowi poszczególnych ludów i obszarów, a trzecia dyplomacji międzynarodowej Bizancjum.
- Ostatnia, IV część opisuje sprawy wewnętrzne w cesarstwie, wzmiankując kwestię osiedlenia się Słowian w temie Morei. Stanowi uzupełnienie innego dzieła Konstantyna O temach[3].